# الأجسام المضادة المنتظمة وغير المنتظمة
الأجسام المضادة المنتظمة وغير المنتظمة هما مجموعتان رئيسيتان من الأجسام المضادة عندما يتم تصنيفها تقريبًا على أساس توقيت وحدث تحفيز إنتاج الأجسام المضادة.
الأجسام المضادة المنتظمة تشير عادةً إلى الراصة الدموية الإسوية (isohemagglutinins)، الموجهة ضد مستضدات نظام ABO. تظهر في السنوات الأولى من الحياة. وهي من نوع IgM. ليس من المؤكد ما إذا كانت أجسامًا مضادة طبيعية (يتم إنتاجها دون أي عدوى سابقة أو تطعيم أو التعرض لمستضد غريب آخر أو تحصين سلبي) أو أنها ناجمة عن عدوى في وقت مبكر من الحياة.
الأجسام المضادة غير المنتظمة هي كلها أجسام مضادة غير نظام ABO، على الرغم من أن الاستخدام الرئيسي للمصطلح هو للأجسام المضادة الإسوية غير ABO التي قد تسبب عدم التوافق في عمليات نقل الدم. يتم تسميتها بـ "غير منتظمة" بسبب مستضدات كريات الدم الحمراء المستهدفة من "أنظمة الدم النادرة"، تلك التي تختلف عن نظام ABO. يتم إنتاج الأجسام المضادة غير المنتظمة عن طريق المناعة المتباينة بسبب الحمل أو نقل الدم.الأجسام المضادة غير المنتظمة هي في أغلب الأحيان من نوع IgG، وتظهر أولاً بعد التعرض لمستضدات غريبة. ومع ذلك، يُفترض أن الأجسام المضادة ABO تنشأ من التعرض لمستضد غريب في وقت مبكر من الحياة.